# Zkreslování vzpomínek
Zkreslování vzpomínek je proces proměny informace v dlouhodobé paměti. Dochází k němu v důsledku snadnějšího vybavování smysluplných informací (do chaotických vzpomínek vnášíme řád a smysl) a zapomínání zdroje informací. To může vést k rekonstrukci či konstrukci smyšlenek.

## Rekonstrukce (dotváření) vzpomínek
Jde o doplňování kusých informací, pomocí paměťových schémat do účelné podoby, na úkor jejich přesnosti. Uplatňuje se například při vybavování některých snů, které se navzdory své nelogičnosti dají vyprávět jako smysluplný příběh s časovou posloupností. 
Schémata působí také na nevědomé vyhledávání informací, které podporují naše dosavadní názory. Tento proces se označuje jako konfirmační zkreslení a výrazně ovlivňuje lidské myšlení. Dalším aspektem zkreslení vzpomínek mohou být individuální motivy, které dokreslují informace (zejména v autobiografické paměti) v souladu s našimi potřebami a přáními. Může jít o sociální předsudky nebo o ovlivnění na základě oblíbenosti či neoblíbenosti. S těmito předpoklady pracuje například narativní terapie.
Dotvářením vzpomínek se zabývají také forenzní psychologové, zejména v souvislosti s očitými svědectvími. To lze znehodnotit například sugestivními otázkami nebo přikládáním významu logicky doplněným informacím.

## Konstrukce (vytváření) vzpomínek
K vytváření vzpomínek může docházet díky zapomínání zdroje informací, vědomému lhaní, obranným mechanismům a sugesci. Vzniká tak smyšlenka neboli konfabulace. S konstrukcí vzpomínek souvisí syndrom falešné paměti (konstrukce falešných vzpomínek), kdy jsou fragmenty zážitků propojeny s údaji z paměti a pak pamětní obsahy přesahují rámec přímé zkušenosti:
- Zapomínání zdroje informací zapříčiňuje například neschopnost rozpoznat vlastní vzpomínky z dětství od vyprávění a sdělení z fotografií. Můžeme tak být přesvědčeni, že si i s detaily vybavujeme události dětských let, ačkoliv šlo o pouhý výmysl. Zapomínání zdroje informací tak transformuje epizodické údaje do sémantických.
- Vědomé lhaní, přesněji řečeno vymýšlení nepravdivých historek, o jejichž existenci je autor přesvědčen, se mohou začlenit do paměti jako pravdivá vzpomínka (autosugesce). Toto lhaní může být součástí obranných mechanismů.
- Sugescí (např. v hypnóze) lze druhou osobu přesvědčit o pravdivosti objektivně nepravdivé informace.

## Mytomanie
Mytomanie, pseudologia phantastica či bájivá lhavost je porucha, při níž postižený vypráví smyšlené příběhy, které údajně zažil. Někdy si může být vědom lži, jindy je sám o jejich věrohodnosti přesvědčen (např. u alkoholiků, lidí s psychickou poruchou a dětí do přibližně šesti let věku). Jde o jev podobný konfabulaci, při níž však osoba spíše reaguje na položené otázky smyšlenkami; při mytomanii své smyšlenky vymýšlí aktivně, bez vyzvání.